# Podział administracyjny Kościoła katolickiego w Nigrze
Podział administracyjny Kościoła katolickiego w Nigrze – w ramach Kościoła katolickiego w Nigrze funkcjonuje obecnie jedna metropolia, w której skład wchodzi jedna archidiecezja i jedna diecezja. 
Jednostki administracyjne Kościoła katolickiego obrządku łacińskiego w Nigrze:

## Metropolia Niamey
- Archidiecezja Niamey
  - Diecezja Maradi